# 시골쥐
시골쥐(The Country Cousin)는 미국에서 제작된 윌프레드 잭슨 감독의 1936년 애니메이션 영화이다. 월트 디즈니 등이 제작에 참여하였다.
유나이티드 아티스츠에 의해 1936년 10월 31일 개봉되었다. 제9회 아카데미상의 아카데미 단편 애니메이션상을 수상했다.